# Królestwo Kuba
Królestwo Kuba (także Bakuba) – historyczne królestwo w środkowej Afryce, federacja księstw ludu Bushongo, Ngongo i Bantu. Znajdowało się między rzekami Kasai i Sankuru, na terenie dzisiejszej Demokratycznej Republiki Konga. Zostało założone ok. 1600 roku, przez należących do ludu Bantu migrantów z Afryki Zachodniej. Złoty wiek przeżywało między XVII a XIX wiekiem. Przestało istnieć ok. 1910 roku, w wyniku wcielenia do Konga Belgijskiego. 